# Famille von Knobloch
La famille von Knobloch est une ancienne famille noble de Misnie.
Il n'y a aucun lien de parenté avec les von Knoblauch du pays de l'Havel, les Knoblauch zu Hatzbach (de) de Hesse, la famille patricienne de Francfort Knoblauch (de) ou les Knobloch von Südfeld, qui sont élevés au rang de chevalier autrichien en 1883.

## Histoire
La famille apparaît pour la première fois dans des documents en 1292 avec Heynricus dictus Clobelouch.  La lignée directe commence avec Jakob von Knobloch, qui vient au XVe siècle en Prusse depuis la Haute-Lusace au service de l'Ordre teutonique.

### von Knobloch genannt von Droste
Pour les héritiers de Maximilian von Knobloch, seigneur de Linkehnen et Starkenberg, l' association du nom et des armoiries prussiens avec von Droste (une branche prussienne éteinte de la famille noble westphalienne Droste zu Hülshoff (de)) a lieu le 27 octobre 1855 à Sanssouci avec un diplôme daté du 28 juillet 1858 sous le nom de « von Knobloch appelé von Droste », mais lié à la propriété des domaines Droste de Linkehnen (de) et Starkenberg (de) (tous deux dans l'arrondissement de Wehlau, Prusse-Orientale).

### Élévation à la noblesse (statut de baron)
L'élevation au rang de baron prussien a lieu le 7 avril 1849 à Charlottenbourg avec un diplôme daté du 5 juillet 1858 à Baden-Baden sous le nom de « von Knobloch baron von Hausen-Aubier ». Il est lié à la propriété du fidéicommis de Sudnicken (de) près de Trömpau (de) et Crumteich (de), Adlig-Bärwalde près de Labiau (arrondissement de Königsberg, Prusse-Orientale), pour Heinrich von Knobloch, en tant qu'héritier de sa cousine Henriette von Hausen-Aubier (née von Hausen) et seigneur du manoir de Puschitäten (de).

## Armes
Les armoiries de la famille montrent trois (2.1) cruches d'argent en rouge, sur le casque aux couvercles rouge-argent un cor de chasse couché en argent (ou or) avec un cordon rouge (ou bleu) devant cinq drapeaux bleus sur des lances en or.

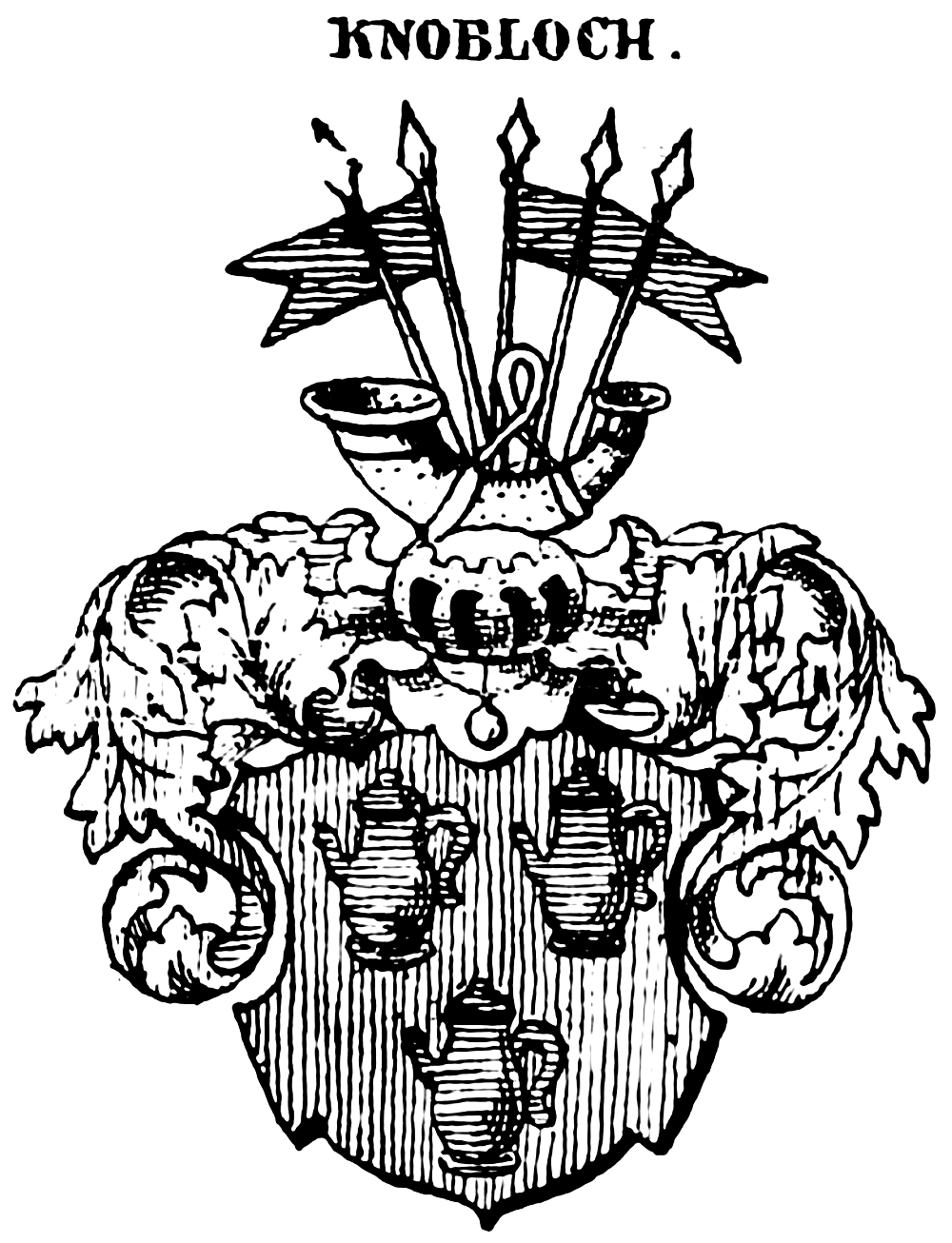
Armoiries de la famille von Knobloch (Misnie)
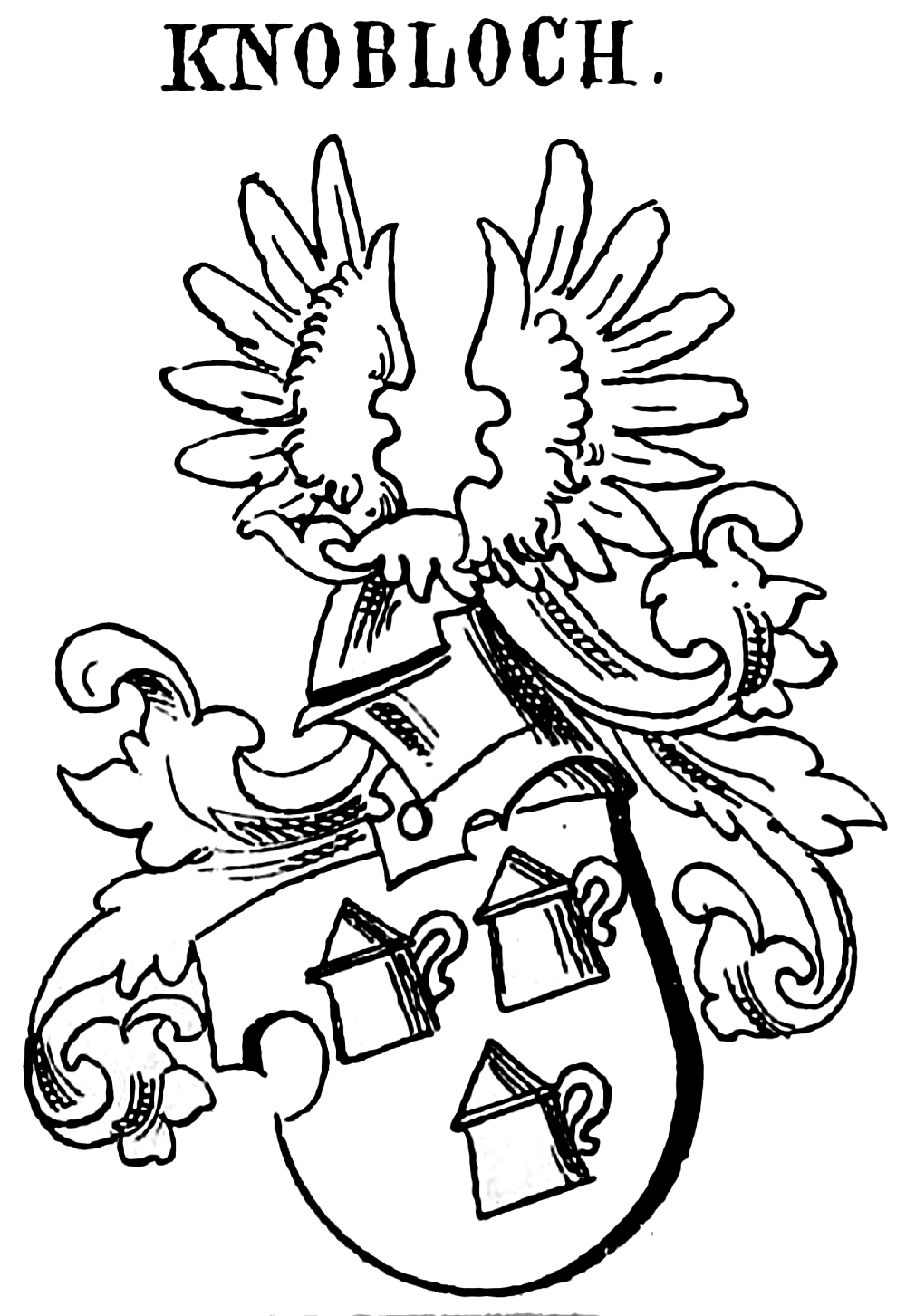
Armoiries de la famille von Knobloch (Lusace)

## Personnalités
- Barbara von Knobloch, abbesse de l'abbaye d'Andlau en 1493[4]
- Jakob von Knobloch (mort en 1493), membre de l'Ordre Teutonique en 1454, fondateur de la lignée prussienne.
- Johann von Knobloch (de) (1520-1599), médecin à Francfort-sur-l'Oder
- Dietrich Ehrhard von Knobloch (de) (1690-1757), major général prussien.
- Karl Gottfried von Knobloch (de) (1697-1764), major général prussien.
- Melchior Ernst von Knobloch (de) (1732-1788), conseiller privé actif et ministre prussien
- Friedrich Wilhelm Erhard von Knobloch (de) (1739-1817), major général prussien
- Otto Benjamin von Knobloch (1770-1848), administrateur de l'arrondissement de Rößel (de) (1818-1843)[5]
- Karl von Knobloch (de) (1773-1858), major général prussien
- Karl von Knobloch (de) (1797-1862), major général prussien
- Wilhelm von Knobloch (de) (1794-1854), major général prussien.
- Friedrich von Knobloch (de) (1797-1881), lieutenant-général prussien.
- Oskar von Knobloch (de) (1822-1899), major général prussien.
- Hugo von Knobloch (de) (1823-1896), major général prussien
- Arthur von Knobloch, gen. baron von Hausen-Aubier (1825-1901), conseiller régional, major à Sudnicken, Prusse-Orientale[6]
- Hermann von Knobloch (de) (1833-1898), propriétaire de manoir, député du Reichstag.
- Leopold von Knobloch (de) (1887-1968), juriste administratif, administrateur de l'arrondissement de Stallupönen